# Перспектива мадам Рекамье
«Перспектива мадам Рекамье» — (фр. Perspective: Madame Récamier de David) — картина бельгийского художника Рене Магритта, написанная в 1951 году.
В основе картины Магритта — сюжет картины французского художника Жака Луи Давида «Портрет мадам Рекамье», написанной в 1800 году. У Магритта фигуру героини заменяет гроб, повторяющий позу женщины с картины Давида. Картина Магритта была в 1997 году приобретена Национальной галереей Канады в Оттаве.